# Hipergeometrična porazdelitev
Hipergeometrična porazdelitev (tudi centralna hipergeometrična porazdelitev) je diskretna verjetnostna porazdelitev, ki opisuje verjetnost dogodkov, ki lahko imajo samo dva izida (uspeh in neuspeh). S pomočjo hipergeometrične porazdelitve lahko določimo verjetnost števila uspešnih izzidov pri poskusu v katerem se z izvedbo dogodka verjetnost spremeni. Porazdelitev je v osnovi podobna binomski porazdelitvi, kjer pa vzorec po izvedbi poskusa vrnemo, pri hipergeometrični porazdelitvi pa vzorcev ne vračamo (vzorčenje brez vračanja). To pomeni, da je verjetnost pri binomski porazdelitvi konstantna, pri hipergeometrični pa se spreminja. 

## Primer
Hipergeometrično porazdelitev si najlažje predstavljamo s pomočjo modela žare. V žari (namišljena posoda) imamo dve vrsti enako velikih kroglic, ene so bele, druge črne. Vseh kroglic je N, od tega je m belih. Izvlečemo n kroglic, ki jih ne vračamo v žaro. Hipergeometrična porazdelitev določa porazdelitev belih izvlečenih kroglic. 

## Značilnosti
Hipergeometrična porazdelitev je odvisna od treh parametrov:
- števila elementov N
- števila elementov {\displaystyle M\leq N} z določeno značilnostjo (število možnih uspehov)
- števila elementov {\displaystyle n\leq N} izvlečenih v enem poskusu

### Funkcija verjetnosti
Verjetnost, da izmed N elementov, med katerimi jih ima m značilnosti uspešno, dobimo k uspešnih je enaka
{\displaystyle {{{M \choose k}{{N-M} \choose {n-k}}} \over {N \choose n}}}
V primeru modela žare je to verjetnost, da smo iz žare, kjer je N kroglic (m belih, N-m črnih) potegnili belo kroglico.

### Pričakovana vrednost
Pričakovana vrednost je enaka {\displaystyle nm \over N}.

### Varianca
Varianca je enaka {\displaystyle nm(N-n)(N-m) \over N^{2}(N-1)}.

### Koeficient simetrije
Koeficient simetrije je enak {\displaystyle {\frac {(N-2m)(N-1)^{\frac {1}{2}}(N-2n)}{[nm(N-m)(N-n)]^{\frac {1}{2}}(N-2)}}}.

### Sploščenost
Sploščenost je enaka {\displaystyle \left[{\frac {N^{2}(N-1)}{n(N-2)(N-3)(N-n)}}\right]}
{\displaystyle \cdot \left[{\frac {N(N+1)-6N(N-n)}{m(N-m)}}\right.}
{\displaystyle +\left.{\frac {3n(N-n)(N+6)}{N^{2}}}-6\right]}.